# Маркос Гарсія Баррено
Маркос Гарсія Баррено (ісп. Marcos García Barreno), більш відомий як Маркітос (ісп. Marquitos, нар. 21 березня 1987, Сант-Антоні-де-Портмані) — іспанський футболіст, півзахисник клубу «Івіса Іслас Пітіузас».

## Клубна кар'єра
Народився 21 березня 1987 року в місті Сант-Антоні-де-Портмані. Вихованець «Вільярреал». Дебютував у першій команді 24 вересня 2006 року в домашньому матчі проти «Реал Сарагоси» (3:2). Він забив свій перший гол за «Вільяреал» у Ла Лізі 20 грудня 2006 року проти «Расінга» (1:2). 27 січня 2007 року він забив переможний гол у матчі 20-го туру проти столичного «Реалу». Цей гол мав велике значення, оскільки він ознаменував першу перемогу «Вільярреала» над «Реалом». 2 лютого 2007 року було повідомлено, що «Вільяреал» і гравець досягли угоди про продовження контракту до червня 2012 року. Згодом він відзначився також і у матчі проти іншого гранда, «Барселони» (2:0) і загалом протягом сезону він був важливою частиною атаки, допомігши команді посісти п'яте місце в Ла Лізі.
На наступний сезон 2007/08 Маркос був відданий в оренду у «Рекреатіво», де він не був основним гравцем і забив лише один гол у ворота «Реала Мурсії» (4:2). Тому у наступному сезоні 2008/09 він відправився в оренду до клубу другого дивізіону «Реал Сосьєдад». Там він зіграв 40 офіційних матчів і забив 5 голів, 3 з них — у Кубку Іспанії, решту — у Сегунді, але баскська команда не змогла повернутися у вищий дивізіон.
Наприкінці липня 2009 року футболіст у статусі вільного агента підписав чотирирічний контракт із «Реалом Вальядолідом». 17 жовтня він знову забив у ворота «Реала» (2:4), але протягом сезону з'являвся небагато, а команда зрештою вилетіла з Ла Ліги. Після цього Маркос повернувся до «Вільярреала» влітку 2010 року на правах оренди, але грав виключно за резервну команду у Сегунді, де провів один рік. Згодом ще по сезону провів у інших клубах Сегунди «Херес», «Понферрадіна» та «Сабадель».
Влітку 2015 року, у віці 28 років, Маркітос вперше переїхав за кордон, приєднавшись до польського клубу «Медзь» (Легниця) з польського другого дивізіону, забивши 3 голи у 10 іграх. У січні наступного року він перейшов до вищолігового місцевого клубу «Гурник» (Ленчна), але тут основним гравцем не став, не забивши жодного голу.
У вересні 2016 року Маркітос перейшов у клуб вищого болгарського дивізіону «Берое», але і тут забити жодного м'яча не забив і у грудні покинув команду, після чого повернувся до «Медзя», де провів ще 3,5 роки.
2021 року повернувся на батьківщину, де грав за нижчолігові клуби «Мелілья» та «Івіса Іслас Пітіузас».

## Виступи за збірні
2002 року дебютував у складі юнацької збірної Іспанії (U-16), загалом на юнацькому рівні взяв участь у 27 іграх, відзначившись 6 забитими голами.